# 10 halerzy czechosłowackich (1922)

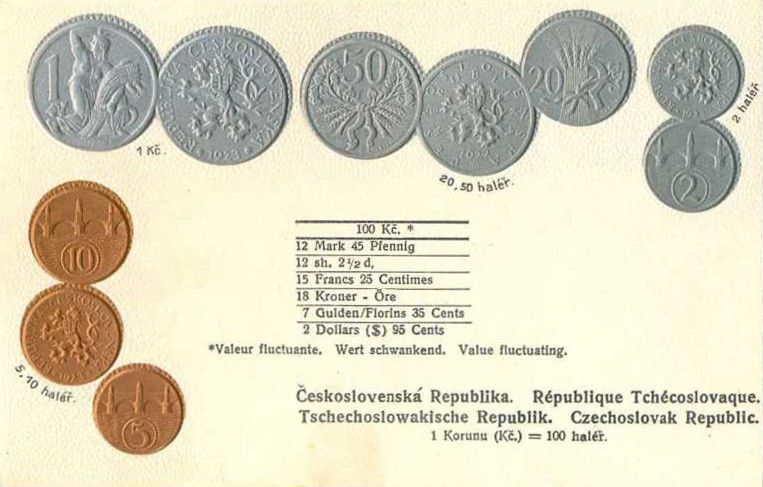
Moneta o nominale 10 h po lewej stronie pocztówki numizmatycznej z lat 20.

10 halerzy (cz. 10 haléřů, słow. 10 halierov) – czechosłowacka moneta obiegowa o nominale 10 halerzy wyemitowana w 1923 roku a wycofana ostatecznie z końcem roku 1947. Obie strony monety zostały zaprojektowane przez Otakara Španiela.

## Wzór
W centralnej części awersu umieszczono pochodzące z małego herbu Czechosłowacji godło państwowe – heraldycznego wspiętego lwa w koronie o podwójnym ogonie. Na jego piersi znajdował się herb Słowacji – podwójny krzyż na trójwzgórzu. Poniżej umieszczono rok bicia (zapisany zewnętrznie), zaś wzdłuż otoku inskrypcję „REPUBLIKA ČESKOSLOVENSKÁ” (zapisaną wewnętrznie). Oba elementy legendy rozdzielono dwiema czteroramiennymi gwiazdami.
Rewers monety przedstawiał fragment praskiego Mostu Karola – jego trzy filary oraz cztery przęsła (boczne jedynie we fragmencie). Poniżej zarysowano jedenaście falistych linii oddających rzekę Wełtawę. Pośrodku fal umieszczono okrąg z nominałem monety zapisanym liczbą arabską. Na skrajnie prawym przęśle mostu (pomiędzy prawym filarem a otokiem) umieszczono oznaczenie projektanta: inicjał S w okręgu z wbitym od góry klinem (stylizowane „OŠ”).

## Nakład
Monety dziesięciohalerzowe bito na mocy ustawy z dnia 22 lipca 1922 r. o emisji dalszych drobnych monet. Wytwarzano je z mosiądzu (92% miedzi, 8% cynku), z krążków o masie 2 g (zgodnie z ustawą z kilograma surowca miało powstać 500 sztuk monet). Rozporządzeniem rządu z 15 lutego 1923 r. przewidziano, że do obiegu w formie monet o nominale 10 h zostanie wprowadzonych maksymalnie 10 mln koron, to jest 100 mln sztuk. Wzór monet oraz ich średnicę (18 mm) ustalono wydanym tego samego dnia zarządzeniem Urzędu Bankowego przy Ministerstwie Finansów. Monety te pozostawały w obiegu także po likwidacji państwa czechosłowackiego w 1939 roku. W Republice Słowackiej wycofano je z obiegu 31 stycznia 1940 r. W Protektoracie Czech i Moraw uległy demonetyzacji z dniem 30 września 1941 r., choć dopuszczono możliwość ich wymiany w placówkach pocztowych i bankowych przez kolejne dwa miesiące.
Po zakończeniu II wojny światowej monety te ponownie dopuszczono do obrotu na mocy zarządzenia Ministra Finansów z 4 lipca 1945 r. Dziesięciohalerzówki pozostawały w obiegu do końca 1947 roku.
Monety o nominale 10 h bito rokrocznie w latach 1922–1938, kiedy to wyemitowano łącznie przeszło 195 mln sztuk. Ponadto już po upadku Czechosłowacji, w 1939 i 1940 roku kremnicka mennica korzystając ze starych stempli wyemitowała 11 mln monet na potrzeby Protektoratu Czech i Moraw oraz 400 tys. sztuk dla Słowacji.
| rok  | nakład     |                   |
| ---- | ---------- | ----------------- |
| 1922 | 6 000      | [ 1 ] [ 2 ] [ 3 ] |
| 1923 | 24 000     | [ 1 ] [ 2 ] [ 3 ] |
| 1924 | 5 320 000  | [ 1 ] [ 2 ] [ 3 ] |
| 1925 | 24 680 000 | [ 1 ] [ 2 ] [ 3 ] |
| 1926 | 10 000     | [ 1 ] [ 2 ] [ 3 ] |
| 1927 | 10 000     | [ 1 ] [ 2 ] [ 3 ] |
| 1928 | 14 290 000 | [ 1 ] [ 2 ] [ 3 ] |
| 1929 | 5 710 000  | [ 1 ] [ 2 ] [ 3 ] |
| 1930 | 6 980 000  | [ 1 ] [ 2 ] [ 3 ] |
| 1931 | 6 740 000  | [ 1 ] [ 2 ] [ 3 ] |
| 1932 | 11 280 000 | [ 1 ] [ 2 ] [ 3 ] |
| 1933 | 4 190 000  | [ 1 ] [ 2 ] [ 3 ] |
| 1934 | 13 200 000 | [ 1 ] [ 2 ] [ 3 ] |
| 1935 | 3 420 000  | [ 1 ] [ 2 ] [ 3 ] |
| 1936 | 8 560 000  | [ 1 ] [ 2 ] [ 3 ] |
| 1937 | 20 200 000 | [ 1 ] [ 2 ] [ 3 ] |
| 1938 | 21 400 000 | [ 1 ] [ 2 ] [ 3 ] |
| 1939 | 5 400 000  | [ 12 ] [ 13 ]     |
| 1940 | 6 000      | [ 12 ] [ 13 ]     |